# Villedaigne
Villedaigne – miejscowość i gmina we Francji, w regionie Oksytania, w departamencie Aude. Przez miejscowość przepływa rzeka Orbieu. 
Według danych na rok 1990 gminę zamieszkiwało 467 osób, a gęstość zaludnienia wynosiła 188 osób/km² (wśród 1545 gmin Langwedocji-Roussillon Villedaigne plasuje się na 532. miejscu pod względem liczby ludności, natomiast pod względem powierzchni na miejscu 1100.).